# الخالص
الخالص (به لاتین: Al Khalis) یک منطقهٔ مسکونی در عراق است که در استان دیاله واقع شده‌است.